# Обобщённое нормальное распределение

Графики плотности вероятности для обобщённых нормальных распределений

Графики функции распределения для обобщённых нормальных распределений

Обобщенное нормальное распределение или обобщенное распределение Гаусса (GGD) представляет собой одно из двух семейств параметрических непрерывных распределений вероятностей на вещественной прямой. Оба семейства получаются добавлением параметра формы к нормальному распределению. Чтобы различать эти два семейства, их называют "симметричным" и "асимметричным", однако эти термины не являются общепринятыми.

## Симметричные обобщённые нормальные распределения
Обобщённое нормальное распределение (известное также как распределение Субботина) представляет собой параметрическое семейство симметричных распределений, включающее все нормальные и лапласовские распределение, а в предельных случаях включающее также все непрерывные нормальные распределения на ограниченных интервалах действительной прямой.
Распределение из данного семейства является нормальным при {\displaystyle \textstyle \beta =2} (с математическим ожиданием {\displaystyle \textstyle \mu } и дисперсией {\displaystyle \textstyle {\frac {\alpha ^{2}}{2}}}) и является распределением Лапласа при {\displaystyle \textstyle \beta =1}. Так как {\displaystyle \textstyle \beta \rightarrow \infty }, соответствующая плотность поточечно сходится к одномерной плотности на {\displaystyle \textstyle (\mu -\alpha ,\mu +\alpha )}.
Данное семейство демонстрирует наличие хвостов распределения, которые тяжелее нормальных хвостов при {\displaystyle \beta <2} и легче нормальных при {\displaystyle \beta >2}. Введение обобщённого нормального распределения представляет собой удобный способ параметризации множества симметричных плосковершинных (platykurtic) распределений, характеризующихся плотностью, изменяющейся от плотности нормального ({\displaystyle \textstyle \beta =2}) до плотности равномерного распределения ({\displaystyle \textstyle \beta =\infty }), и множества симметричных островершинных (leptokurtic) распределений, характеризующихся плотностью, изменяющейся от плотности лапласовского ({\displaystyle \textstyle \beta =1}) до плотности нормального распределения ({\displaystyle \textstyle \beta =2}).

## Асимметричные обобщённые нормальные распределения

Графики плотности вероятности для обобщённых нормальных распределений

Графики функции распределения для обобщённых нормальных распределений

Асимметричное обобщенное нормальное распределение — это семейство непрерывных распределений вероятностей, в которых параметр формы может использоваться для введения асимметрии. Если параметр формы равен нулю, то получается нормальное распределение. Положительные значения параметра формы дают распределения, скошенные слева и ограниченные справа. Отрицательные значения параметра формы дают распределения, скошенные справа и ограниченные слева. В случае, когда параметр формы равен нулю, функция плотности для этого распределения положительна на всей действительной прямой: в этом случае распределение является нормальным. В противном случае распределения смещены (см. также логнормальные распределения).

## Оценка параметров
Оценка параметров распределения методом максимального правдоподобия и методом моментов была изучена в . Оценки не представимы в виде конечных аналитических выражений и должны определяться численно. Оценки, не нуждающиеся в численном вычислении, также описаны в .
Обобщённо-нормальная логарифмическая функция правдоподобия имеет бесконечно много непрерывных производных (то есть принадлежит классу C∞ гладких функций) только тогда, когда {\displaystyle \textstyle \beta } чётное положительное целое число. Иначе данная функция имеет {\displaystyle \textstyle \lfloor \beta \rfloor } непрерывных производных. Следовательно, стандартные результаты для состоятельности и асимптотической нормальности оценки максимального правдоподобия для {\displaystyle \beta } могут быть применены лишь в случае {\displaystyle \textstyle \beta \geq 2}.

## Приложения
Асимметричное обобщенное нормальное распределение может использоваться для моделирования значений, которые могут быть распределены нормально или которые могут быть смещены либо вправо, либо влево относительно нормального распределения. Косое нормальное распределение — это ещё одно распределение, которое полезно для моделирования отклонений от нормальности из-за перекоса. Другие распределения, используемые для моделирования искажённых данных — это гамма-распределения, логнормальные распределения и распределения Вейбулла. Однако эти классы распределений не включают нормальные.